# Crazy World
Crazy World er et album af Scorpions. Udgivet i 1990.

## Numre
1. Tease Me Please Me
2. Don't Believe Her
3. To Be With You in Heaven
4. Wind of Change
5. Restless Nights
6. Lust or Love
7. Kicks After Six
8. Hit Between the Eyes
9. Money and Fame
10. Crazy World
11. Send Me an Angel